# Чемпионат Европы по баскетболу 2007. Группа C
В этой статье представлено положение команд и результаты матчей в группе C первого раунда чемпионата Европы по баскетболу 2007. Состав группы был определён во время жеребьёвки 19 октября 2006 года в Мадриде, Испания. В группе участвовали сборные Германии, Литвы, Турции и Чехии. Команды сыграли друг с другом в один круг. Каждая команда провела по три матча. Матчи прошли с 3 по 5 сентября 2007 года на «Пальма Арене» в Пальме, Испания.
Три лучшие команды вышли во второй раунд.

## Команды
| Команда  | Квалификация                                                    | Квалификация     | Участие   | Участие | Участие | Лучший результат           |
| Команда  | Способ                                                          | Дата             | Последнее | Всего   | Подряд  | Лучший результат           |
| -------- | --------------------------------------------------------------- | ---------------- | --------- | ------- | ------- | -------------------------- |
| Германия | 8-е место на чемпионате мира 2006                               | 3 сентября 2006  | 2005      | 19      | 8       | Чемпион (1993)             |
| Литва    | 7-е место на чемпионате мира 2006                               | 3 сентября 2006  | 2005      | 9       | 7       | Чемпион (1937, 1939, 2003) |
| Турция   | 6-е место на чемпионате мира 2006                               | 2 сентября 2006  | 1951      | 19      | 8       | Серебряный призёр (2001)   |
| Чехия    | 2-е место в группе C отборочного турнира чемпионата Европы 2007 | 16 сентября 2006 | 1999      | 2       | 1       | 11-е место (1999)          |

## Положение команд
|  | Команда вышла в плей-офф |

| Команда  | Игр | В | П | МЗ  | МП  | МР  | Очки |
| -------- | --- | - | - | --- | --- | --- | ---- |
| Литва    | 3   | 3 | 0 | 265 | 224 | +41 | 6    |
| Германия | 3   | 2 | 1 | 242 | 211 | +31 | 5    |
| Турция   | 3   | 1 | 2 | 198 | 237 | −39 | 4    |
| Чехия    | 3   | 0 | 3 | 225 | 258 | −33 | 3    |

Время начала матчей дано по местному времени (UTC+2).

## Результаты матчей

### 1-й тур

#### Чехия — Германия
| 3 сентября 2007 18:00 | Отчёт | Чехия                           | 78–83 (OT) ОТ | Германия                | «Пальма Арена», Пальма Зрителей: 5 843 Судьи: Николаос Завланос Антониу Коэлью Олег Латышев |
| 3 сентября 2007 18:00 | Отчёт | 14–12, 17–13, 13–21, 30–28, 4–9 |               |                         | «Пальма Арена», Пальма Зрителей: 5 843 Судьи: Николаос Завланос Антониу Коэлью Олег Латышев |
| 3 сентября 2007 18:00 | Отчёт | Велш 22                         | Очки          | Новицки 35              | «Пальма Арена», Пальма Зрителей: 5 843 Судьи: Николаос Завланос Антониу Коэлью Олег Латышев |
| 3 сентября 2007 18:00 | Отчёт | Бартонь 10                      | Подборы       | Окуладжа, Новицки по 11 | «Пальма Арена», Пальма Зрителей: 5 843 Судьи: Николаос Завланос Антониу Коэлью Олег Латышев |
| 3 сентября 2007 18:00 | Отчёт | Бартонь, Витфилд по 4           | Передачи      | Демирел 2               | «Пальма Арена», Пальма Зрителей: 5 843 Судьи: Николаос Завланос Антониу Коэлью Олег Латышев |

#### Турция — Литва
| 3 сентября 2007 20:30 | Отчёт | Турция                     | 69–86    | Литва                          | «Пальма Арена», Пальма Зрителей: 3 620 Судьи: Дубравко Мухвич Илия Белошевич Зоран Сутулович |
| 3 сентября 2007 20:30 | Отчёт | 16–19, 20–25, 12–19, 21–23 |          |                                | «Пальма Арена», Пальма Зрителей: 3 620 Судьи: Дубравко Мухвич Илия Белошевич Зоран Сутулович |
| 3 сентября 2007 20:30 | Отчёт | Туркоглу 18                | Очки     | Ясикявичюс 18                  | «Пальма Арена», Пальма Зрителей: 3 620 Судьи: Дубравко Мухвич Илия Белошевич Зоран Сутулович |
| 3 сентября 2007 20:30 | Отчёт | Окур 10                    | Подборы  | Ясикявичюс, К. Лавринович по 8 | «Пальма Арена», Пальма Зрителей: 3 620 Судьи: Дубравко Мухвич Илия Белошевич Зоран Сутулович |
| 3 сентября 2007 20:30 | Отчёт | 3 игрока по 2              | Передачи | Ясикявичюс 7                   | «Пальма Арена», Пальма Зрителей: 3 620 Судьи: Дубравко Мухвич Илия Белошевич Зоран Сутулович |

### 2-й тур

#### Литва — Чехия
| 4 сентября 2007 18:00 | Отчёт | Литва                      | 95–75    | Чехия              | «Пальма Арена», Пальма Зрителей: 5 423 Судьи: Дубравко Мухвич Зоран Сутулович Олег Латышев |
| 4 сентября 2007 18:00 | Отчёт | 32–17, 22–14, 18–26, 23–18 |          |                    | «Пальма Арена», Пальма Зрителей: 5 423 Судьи: Дубравко Мухвич Зоран Сутулович Олег Латышев |
| 4 сентября 2007 18:00 | Отчёт | К. Лавринович 22           | Очки     | Велш 18            | «Пальма Арена», Пальма Зрителей: 5 423 Судьи: Дубравко Мухвич Зоран Сутулович Олег Латышев |
| 4 сентября 2007 18:00 | Отчёт | 3 игрока по 5              | Подборы  | Бартонь 8          | «Пальма Арена», Пальма Зрителей: 5 423 Судьи: Дубравко Мухвич Зоран Сутулович Олег Латышев |
| 4 сентября 2007 18:00 | Отчёт | Каукенас 5                 | Передачи | Велш, Витфилд по 6 | «Пальма Арена», Пальма Зрителей: 5 423 Судьи: Дубравко Мухвич Зоран Сутулович Олег Латышев |

#### Германия — Турция
| 4 сентября 2007 20:30 | Отчёт | Германия                   | 79–49    | Турция            | «Пальма Арена», Пальма Зрителей: 5 843 Судьи: Хуан Артеага Антониу Коэлью Илия Белошевич |
| 4 сентября 2007 20:30 | Отчёт | 16–11, 24–16, 18–12, 21–10 |          |                   | «Пальма Арена», Пальма Зрителей: 5 843 Судьи: Хуан Артеага Антониу Коэлью Илия Белошевич |
| 4 сентября 2007 20:30 | Отчёт | Новицки 24                 | Очки     | Туркоглу 15       | «Пальма Арена», Пальма Зрителей: 5 843 Судьи: Хуан Артеага Антониу Коэлью Илия Белошевич |
| 4 сентября 2007 20:30 | Отчёт | Окуладжа 9                 | Подборы  | Ильясова 6        | «Пальма Арена», Пальма Зрителей: 5 843 Судьи: Хуан Артеага Антониу Коэлью Илия Белошевич |
| 4 сентября 2007 20:30 | Отчёт | 4 игрока по 2              | Передачи | Эрден, Акьол по 1 | «Пальма Арена», Пальма Зрителей: 5 843 Судьи: Хуан Артеага Антониу Коэлью Илия Белошевич |

### 3-й тур

#### Литва — Германия
| 5 сентября 2007 18:00 | Отчёт | Литва                      | 84–80    | Германия   | «Пальма Арена», Пальма Зрителей: 5 983 Судьи: Николаос Завланос Хуан Артеага Илия Белошевич |
| 5 сентября 2007 18:00 | Отчёт | 30–17, 19–15, 19–25, 16–23 |          |            | «Пальма Арена», Пальма Зрителей: 5 983 Судьи: Николаос Завланос Хуан Артеага Илия Белошевич |
| 5 сентября 2007 18:00 | Отчёт | Д. Лавринович 18           | Очки     | Новицки 28 | «Пальма Арена», Пальма Зрителей: 5 983 Судьи: Николаос Завланос Хуан Артеага Илия Белошевич |
| 5 сентября 2007 18:00 | Отчёт | Каукенас 9                 | Подборы  | Новицки 9  | «Пальма Арена», Пальма Зрителей: 5 983 Судьи: Николаос Завланос Хуан Артеага Илия Белошевич |
| 5 сентября 2007 18:00 | Отчёт | Ясикявичюс 10              | Передачи | Новицки 2  | «Пальма Арена», Пальма Зрителей: 5 983 Судьи: Николаос Завланос Хуан Артеага Илия Белошевич |

#### Чехия — Турция
| 5 сентября 2007 20:30 | Отчёт | Чехия                      | 72–80    | Турция      | «Пальма Арена», Пальма Зрителей: 3 820 Судьи: Дубравко Мухвич Антониу Коэлью Зоран Сутулович |
| 5 сентября 2007 20:30 | Отчёт | 15–28, 16–18, 18–13, 23–21 |          |             | «Пальма Арена», Пальма Зрителей: 3 820 Судьи: Дубравко Мухвич Антониу Коэлью Зоран Сутулович |
| 5 сентября 2007 20:30 | Отчёт | Бартонь 22                 | Очки     | Туркоглу 22 | «Пальма Арена», Пальма Зрителей: 3 820 Судьи: Дубравко Мухвич Антониу Коэлью Зоран Сутулович |
| 5 сентября 2007 20:30 | Отчёт | Велш, Нечаш по 5           | Подборы  | Окур 10     | «Пальма Арена», Пальма Зрителей: 3 820 Судьи: Дубравко Мухвич Антониу Коэлью Зоран Сутулович |
| 5 сентября 2007 20:30 | Отчёт | Бартонь 4                  | Передачи | Атсур 4     | «Пальма Арена», Пальма Зрителей: 3 820 Судьи: Дубравко Мухвич Антониу Коэлью Зоран Сутулович |